# Cees Nooteboom

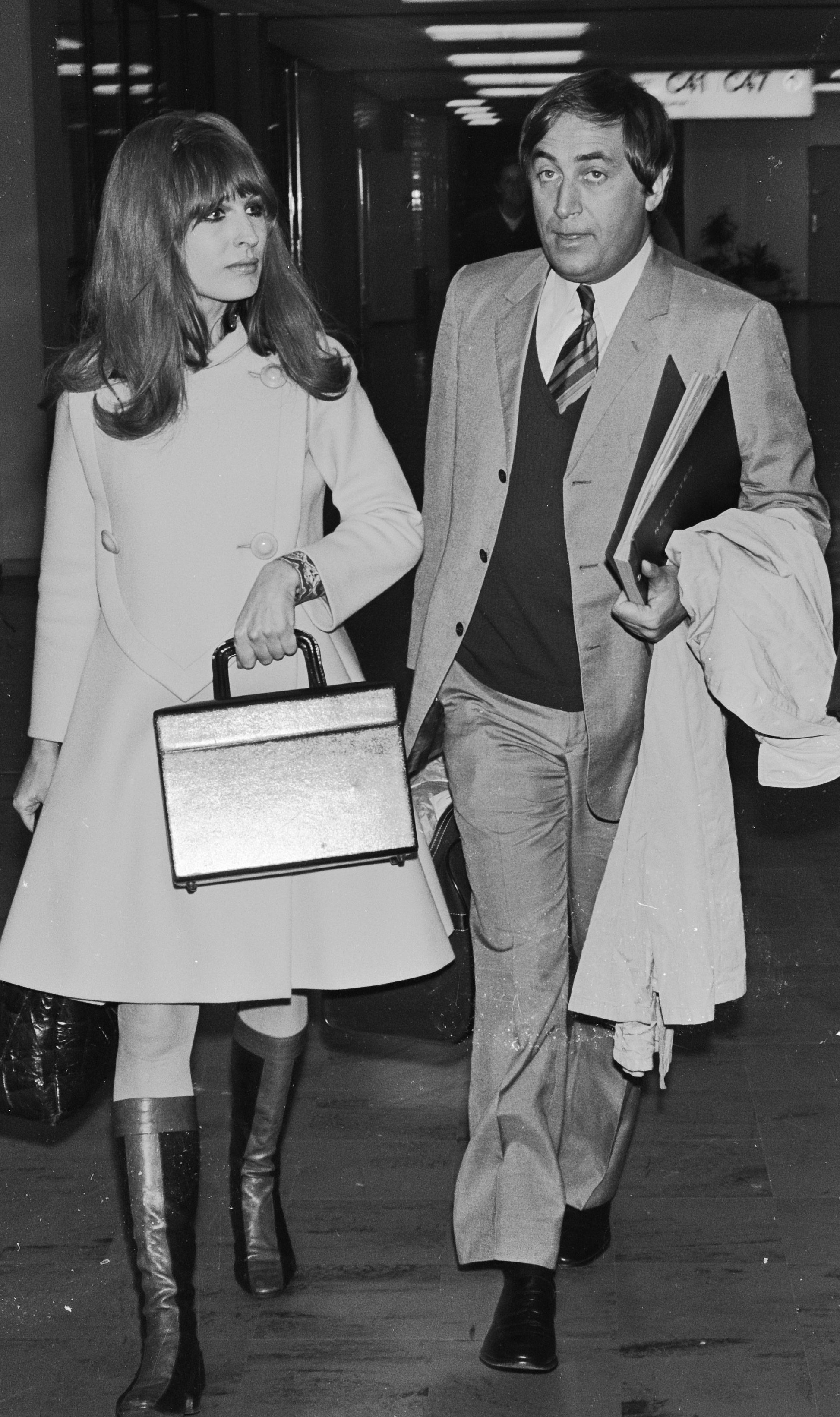
Nooteboom en List (1967)

Cornelis Johannes Jacobus Maria (Cees, spreek uit als "sees") Nooteboom (Den Haag, 31 juli 1933) is een Nederlandse schrijver van voornamelijk romans, poëzie en reisverslagen.

## Levensloop
De Hagenaar Nooteboom werd op school vaak als 'lastpak' weggestuurd, en zou op niet minder dan vier middelbare scholen hebben schoolgegaan. Na de dood van zijn vader bij het bombardement op het Bezuidenhout in 1945 werd hij door zijn stiefvader op kostscholen gestuurd: een franciscaner klooster in Venray en het Augustinianum in Eindhoven, maar hij maakte zijn middelbare school af aan een avondgymnasium te Utrecht.
Hij begon met werken in 1951 bij een bank in Hilversum, maar zwierf vanaf 1953 door Europa, nadat hij was afgekeurd voor zijn dienstplicht in het leger omdat hij 'te mager' zou zijn. Tijdens zijn reis schreef hij het eerste hoofdstuk van zijn debuutroman Philip en de anderen. In Parijs leerde hij Philip Mechanicus kennen, met wie hij naar Cannes trok en vandaar naar Nederland. In 1955 kwam zijn debuut Philip en de anderen uit waarvoor hij de eerste Anne Frank-prijs ontving. De naam Philip was een verwijzing naar Mechanicus. In 1956 volgde de dichtbundel De doden zoeken een huis, en in datzelfde jaar schreef hij zijn eerste grote journalistieke reportage voor Het Parool over de Hongaarse opstand, waarvoor hem een reisbeurs werd toegekend. Aan het eind van de jaren vijftig begon hij reisverhalen te schrijven voor Elsevier. Dit zou zijn genre blijven.
Na De ridder is gestorven (1963) schreef hij bijna twintig jaar geen roman. Vanaf 1961 was hij redacteur bij de Volkskrant, maar in 1967 werd hij reisredacteur bij het tijdschrift Avenue. In een verslag van een reis naar New York schreef Nooteboom in januari 1975 dat de twee torens van het plaatselijke World Trade Center, dan nog maar twee jaar oud, op een rare manier kwetsbaar en fragiel ogen: "iets wat nooit kan blijven en op een dag met een zucht in elkaar zakt" (De zucht naar het westen, p.55). Ruim een kwart eeuw later, bij de terroristische aanslag op de Twin Towers van 11 september 2001, kwam deze voorspelling uit.
Zijn bekendste boek is Rituelen (1980). Het werd in 1981 bekroond met de Ferdinand Bordewijk Prijs en in 1989 verfilmd onder regie van Herbert Curiël, met in de hoofdrollen Derek de Lint en Thom Hoffman.
Nootebooms werk behoort tot het meest vertaalde Nederlandse werk; in het Duits, het Engels, het Spaans, het Frans, het Turks, het Hongaars en veel andere talen. Vooral in het Duitse taalgebied is Nooteboom een echte bestseller-auteur, waar de vertaling soms nog eerder verkrijgbaar is dan het Nederlandse origineel in Nederland.
Op 10 december 2003 werd bekend dat hem de P.C. Hooft-prijs 2004 was toegekend. De prijs kreeg hij op 21 mei 2004 uitgereikt.
Op 24 juli 2005 trad hij op in het programma Zomergasten bij de VPRO.
Op 4 september 2006 werd hem een eredoctoraat verleend door de Radboud Universiteit in Nijmegen. Bij deze gelegenheid sprak hij de Radboudrede uit.
Op 13 november 2008 werd hem een eredoctoraat verleend door de Freie Universität Berlin.
Op 4 juni 2009 werd hem de Prijs der Nederlandse Letteren toegekend. Deze driejaarlijkse prijs werd hem op 18 november 2009 door de Belgische koning Albert overhandigd.
Op 2 september 2019 werd hem een eredoctoraat verleend door de University College Londen.

## Kenmerken van zijn romans
- Hij maakt vaak gebruik van raamvertellingen, die soms nog eens gesplitst zijn in onderdelen. De onderdelen waarin hij zijn romans verdeelt, zijn meestal ook in een verschillende stijl geschreven. Naar het einde toe laat hij de scheiding tussen kern- en kaderverha(a)l(en) vervagen, zelfs indien deze zich in een andere tijd en/of plaats afspelen. Personages die eventueel in voorgaande onderdelen zijn gestorven laat hij dan voortleven in nakomelingen. zodat het toch nog mogelijk is alle onderdelen tot een geheel te doen versmelten.
- Hij probeert de sfeer in zijn boeken te creëren door het verwerken van de toenmalige actualiteit en gedachtestromingen uit de tijd en plaats waarin het verhaal zich afspeelt.
- Zijn hoofdpersonages zijn vaak complex of chaotisch.
- Complexe liefde: de (hoofd)personages in zijn boeken beleven liefde en/of seksualiteit meestal niet op "normale" wijze (door driehoeksverhoudingen, kleine onderlinge sociale afhankelijkheid, groepsverkrachting zonder trauma's etc.).
- Hij laat andere culturen in zijn boeken aan bod komen.

Paradijs verloren is een goed voorbeeld van deze kenmerken: het bestaat uit een verhaal in een verhaal in een verhaal; een gelaagde hiërarchie van raamvertellingen dus. In deze roman zijn de kaderverhalen en het kernverhaal nog eens opgesplitst in verschillende onderdelen, elk in een andere stijl geschreven. Op het einde zijn alle belangrijke personages uit alle onderdelen bij elkaar en is het onderlinge verband duidelijk. Ook is een van de hoofdpersonages, Alma, een vrij chaotisch personage, dat in het begin van het (kern)verhaal wordt verkracht door een groep mannen in een achterbuurt van São Paulo, maar er geen trauma's aan overhoudt. Ook komt de cultuur van de Aboriginals veel aan bod in het boek.

## Privé
In 1957 trouwde hij in New York met Fanny Lichtveld, dochter van de Surinaamse minister Frans Lichtveld en het nichtje van schrijver Albert Helman. In 1964 volgde een scheiding waarna hij een relatie aanging met zangeres Liesbeth List, voor wie hij tussen 1965 en 1979 ook een aantal teksten schreef. List verliet hem gedesillusioneerd en verklaarde later Nooteboom als zeer dominant te hebben ervaren. In het programma 'Het laatste woord' van Jeroen Pauw verklaarde List dat hij haar sloeg.. In 1979 leerde hij de fotografe Simone Sassen kennen; zij werd zijn levenspartner. In 2016 trouwde hij op 83-jarige leeftijd met haar. Vanaf 1970 woont hij in een vroeg-achttiende-eeuws huis in de oude binnenstad van Amsterdam. Hij brengt een groot deel van het jaar door op het Spaanse eiland Menorca.

## Prijzen
- 1957 - Anne Frank-prijs voor Philip en de anderen
- 1960 - Poëzieprijs van de gemeente Amsterdam voor Ibicenzer gedicht
- 1960 - ANV-Visser Neerlandia-prijs voor De zwanen van de Theems
- 1963 - Lucy B. en C.W. van der Hoogtprijs voor De ridder is gestorven
- 1965 - Poëzieprijs van de gemeente Amsterdam voor Gesloten gedichten
- 1978 - Jan Campertprijs voor Open als een schelp - dicht als een steen
- 1981 - Ferdinand Bordewijk Prijs voor Rituelen
- 1982 - Cestoda-prijs
- 1982 - Mobil Pegasus Literatuur Prijs voor Rituelen
- 1985 - Multatuliprijs voor In Nederland
- 1992 - Constantijn Huygensprijs voor zijn gehele oeuvre
- 1993 - Aristeionprijs (Europese Literatuurprijs)
- 1997 - benoemd tot Honorary member of the Modern Language Association of the United States of America.
- 2000 - Gedichtendagprijzen voor het gedicht Harba lori fa uit de bundel Zo kon het zijn
- 2002 - Goethe-prijs
- 2002 - Oostenrijkse staatsprijs
- 2004 - P.C. Hooft-prijs voor zijn gehele oeuvre
- 2009 - Prijs der Nederlandse Letteren voor zijn gehele oeuvre
- 2010 - Gouden Uil voor  's Nachts komen de vossen
- 2010 - Literaturpreis der Konrad-Adenauer-Stiftung
- 2011 - Bob den Uyl-prijs voor Scheepsjournaal: een boek van verre reizen
- 2018 - Horst-Bienek-Preis van de Bayerische Akademie der Schönen Künste voor zijn poëzie
- 2020 - Premio Formentor de las Letras, Spaanse literatuurprijs[6]
- 2020 - Österreichisches Ehrenkreuz für Wissenschaft und Kunst 1e klasse.[7]

## Secundaire literatuur (selectie)
- 1982 - De tijd en het labyrint: de poëzie van Cees Nooteboom 1956-1982. Roger Rennenberg. 's-Gravenhage: BZZTôH, 1982. ISBN 90-6291-131-5
- 1983 - Over "Rituelen" van Cees Nooteboom. Jaap Goedegebuure. Amsterdam: De Arbeiderspers, 1983. ISBN 90-295-3256-4
- 1984 - Over Cees Nooteboom: beschouwingen en interviews. red. Daan Cartens. 's-Gravenhage: BZZTôH, 1984. ISBN 90-6291-150-1
- 1984 - Fernand Bonneure, Cees Nooteboom, in: Brugge Beschreven. Hoe een stad in teksten verschijnt, Brussel, Elsevier, 1984.
- 1989 - Cees Nooteboom. Themanummer BZZLLETIN 168, september 1989.
- 1991 - Cees Nooteboom: het oog als camera. Gerard Koster. Lelystad: Stichting IVIO, 1991
- 1997 - Cees Nooteboom: Ik had wel duizend levens en ik nam er maar één!. [red.: Harry Bekkering ... et al.]. Amsterdam: Atlas, 1997. ISBN 90-254-2337-X
- 1997 - Zichzelf kan hij niet zien: een lectuur van de roman 'Rituelen' van Cees Nooteboom. Hilde van Belle. Leuven: Universitaire Pers Leuven, 1997. ISBN 90-6186-809-2
- 2003 - De atlas van Nooteboom. [foto's:] Eddy Posthuma de Boer; [tekst:] Margot Dijkgraaf. Amsterdam: Atlas, 2003. ISBN 90-450-0830-0
- 2004 - Taal en cultuur in vertaling: de wereld van Cees Nooteboom. Stefaan Evenepoel, Guy Rooryck & Heili Verstraete (red.). Antwerpen, Apeldoorn: Garant, 2004. ISBN 90-441-1668-1
- 2006 - De grenzeloze wereld van Cees Nooteboom. [bijdragen van Kees Blom ... et al.]. Nijmegen: Radboud Universiteit Nijmegen, 2006. ISBN 90-78221-03-8, ISBN 978-90-78221-03-6
- 2006 - In het oog van de storm: de wereld van Cees Nooteboom: essays over zijn oeuvre. [Jacques Beaudry ... et al.; vert. door Margreet Schopenhauer ... et al.]. Amsterdam: Atlas, 2006. ISBN 90-450-1260-X geb, ISBN 978-90-450-1260-5
- 2012 - Cees Nooteboom: een profiel: een documentaire. Hans Dütting. Soesterberg: Aspekt, 2012. ISBN 978-90-5911-732-7
- 2013 - Nomadic literature: Cees Nooteboom and his writing. Jane Fenoulhet. Oxford: Peter Lang, 2013. ISBN 978-3-0343-0729-1
- 2013 - Met lopen nooit meer opgehouden: in gesprek met Cees Nooteboom. Piet Piryns. Amsterdam: De Bezige Bij, 2013. ISBN 978-90-234-7861-4
- 2013 - Alles voor het eerst: geen verjaardagsbrief voor Cees Nooteboom. Alberto Manguel. Amsterdam: De Bezige Bij, 2013. ISBN 978-90-234-7851-5

## Cees Nooteboom als vertaler
- 1962 - De duivelshaan: een satirische fantasie. Sean O'Casey; vert. [uit het Engels] Cees Nooteboom. Amsterdam: De Bezige Bij, 1962
- 1969 - De man van morgen. Brendan Behan; [vert. uit het Engels door Gerard Kornelis van het Reve]. De gijzelaar / Brendan Behan; [vert. uit het Engels door Cees Nooteboom]. Amsterdam: De Bezige Bij, 1965
- 1969 - De grote dierentuin. Nicolás Guillén; vert. [uit het Spaans door] Cees Nooteboom. Amsterdam: De Bezige Bij, 1969
- 1971 - Listen to the warm = Liefde in woorden. Rod McKuen; [vert. uit het Engels door Cees Nooteboom]. Amsterdam: De Bezige Bij, 1971
- 1971 - De uitvinding van Wals: toneelspel in drie bedrijven. Vladimir Nabokov; vert. [uit het Engels] door Cees Nooteboom. Amsterdam: De Bezige Bij (etc.), 1971
- 1983 - Rooksignalen. Michael Krüger; vert. [uit het Duits] door Cees Nooteboom. Amsterdam: De Bezige Bij, 1983. ISBN 90-234-1166-8
- 1990 - De meester van het winterlandschap. Leonard Nathan; keuze en vert. [uit het Engels door] Cees Nooteboom. Amsterdam: De Arbeiderspers, 1990. ISBN 90-295-3211-4
- 1990 - Idyllen, illusies: dagboekgedichten. Michael Krüger; vert. [uit het Duits door] Cees Nooteboom. Amsterdam: De Bezige Bij, 1990. ISBN 90-234-4691-7
- 1995 - El gran zoo. [gedichten Nicolás Guillén; vert. uit het Spaans door Cees Nooteboom; zeefdrukken van: Ángel Manuel Ramírez Roque ... et al.]. Orvelte: Stichting Pro-Graph, 1995. ISBN 90-70385-08-2
- 2006 - Ode aan de typografie. van Pablo Neruda; vert. [uit het Spaans] door Cees Nooteboom; [ill. Frans de Kock ... et al.]. Moergestel [etc.]: Van Kempen, 2006.
- 2010 - Letters ga door met vallen. Pablo Neruda; [vert. uit het Spaans Cees Nooteboom]. Antwerpen: Het Gonst, 2010
- 2012 - Voor het onweer. Michael Krüger; vert. [uit het Duits] door Cees Nooteboom. Amsterdam: De Bezige Bij, 2012. ISBN 978-90-234-7174-5